# Lasserre (Ariège)
Pour les articles homonymes, voir Lasserre.
Lasserre est une commune française, située dans le nord-ouest du département de l'Ariège en région Occitanie. Sur le plan historique et culturel, la commune fait partie du Couserans, pays aux racines gasconnes structuré par le cours du Salat.
Exposée à un climat océanique altéré, elle est drainée par le Lens et par divers autres petits cours d'eau. Incluse dans le parc naturel régional des Pyrénées ariégeoises, la commune possède un patrimoine naturel remarquable composé de six zones naturelles d'intérêt écologique, faunistique et floristique.
Lasserre est une commune rurale qui compte 252 habitants en 2022, après avoir connu un pic de population de 536 habitants en 1891. Elle fait partie de l'aire d'attraction de Saint-Girons. Ses habitants sont appelés les Lasserrois ou Lasserroises.

## Géographie

### Localisation
1. Carte dynamique
2. Carte Openstreetmap
3. Carte topographique
4. Carte avec les communes environnantes

La commune de Lasserre se trouve dans le département de l'Ariège, en région Occitanie.
Commune située dans les Petites Pyrénées en Volvestre à 14 km au nord de Saint-Girons. Elle fait partie du parc naturel régional des Pyrénées ariégeoises.
Elle se situe à 37 km à vol d'oiseau de Foix, préfecture du département, à 10 km de Saint-Girons, sous-préfecture, et à 8 km de Saint-Lizier, bureau centralisateur du canton des Portes du Couserans dont dépend la commune depuis 2015 pour les élections départementales.
La commune fait en outre partie du bassin de vie de Saint-Girons.
Les communes les plus proches sont : 
Montardit (1,9 km), Mérigon (2,8 km), Barjac (3,0 km), Contrazy (3,7 km), Tourtouse (4,6 km), Mauvezin-de-Sainte-Croix (4,8 km), Gajan (5,4 km), Montesquieu-Avantès (5,5 km).
Sur le plan historique et culturel, Lasserre fait partie du Couserans, pays aux racines gasconnes structuré par le cours du Salat (affluent de la Garonne), que rien ne prédisposait à rejoindre les anciennes dépendances du comté de Foix.

### Communes limitrophes
Lasserre est limitrophe de six autres communes.
Les communes limitrophes sont Barjac, Gajan, Mérigon, Montardit, Sainte-Croix-Volvestre et Tourtouse.
|           | Sainte-Croix-Volvestre | Mérigon   |
| Tourtouse | Lasserre               | Montardit |
| Barjac    | Gajan                  |           |

### Géologie et relief
La commune est située dans le Bassin aquitain, le deuxième plus grand bassin sédimentaire de la France après le Bassin parisien. Elle est marquée par le front du chevauchement frontal nord-pyrénéen qui la traverse d'est en ouest, séparant la Zone nord-pyrénéenne (ZNP) au sud de la Zone sous-pyrénéenne (ZSP) au nord, qui constitue la frange sud du Bassin aquitain.Les terrains affleurants sur le territoire communal sont constitués de roches sédimentaires datant pour certaines du Cénozoïque, l'ère géologique la plus récente sur l'échelle des temps géologiques, débutant il y a 66 millions d'années, et pour d'autres du Mésozoïque, anciennement appelé Ère secondaire, qui s'étend de −252,2 à −66,0 Ma. La structure détaillée des couches affleurantes est décrite dans la feuille « n°1056 - Le Mas d'Azil » de la carte géologique harmonisée au 1/50 000ème du département de l'Ariège, et sa notice associée.
La superficie cadastrale de la commune publiée par l’Insee, qui sert de références dans toutes les statistiques, est de 8,47 km2,. La superficie géographique, issue de la BD Topo, composante du Référentiel à grande échelle produit par l'IGN, est quant à elle de 8,64 km2. Son relief est relativement accidenté puisque la dénivelée maximale atteint 216 mètres. L'altitude du territoire varie entre 360 m et 576 m.
Située sur un plateau, la commune a une superficie de 847 hectares ; son altitude varie de 360  à   576 mètres.

### Hydrographie

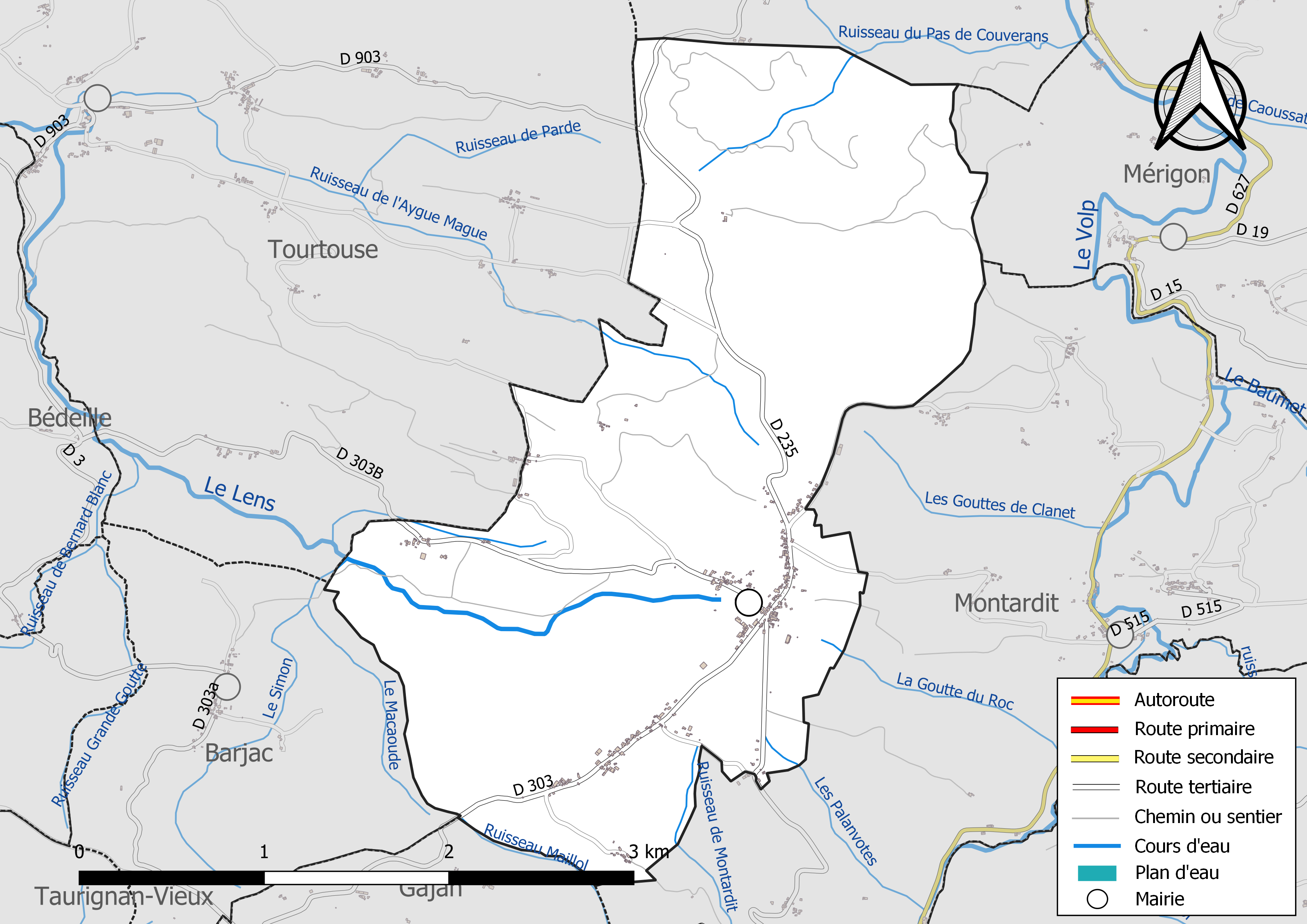
Réseaux hydrographique et routier de Lasserre.

La commune est dans le bassin versant de la Garonne, au sein du bassin hydrographique Adour-Garonne. Elle est drainée par le Lens, la Goutte du Roc, le Macaoude, le Simon, Les Palanvotes, le ruisseau de l'Aygue Mague, le ruisseau de Montardit, le ruisseau Maillol et par deux petits cours d'eau, constituant un réseau hydrographique de 7 km de longueur totale,.
Le Lens, d'une longueur totale de 25,6 km, prend sa source dans la commune de Lasserre et s'écoule d'est en ouest. Il traverse la commune et se jette dans le Salat à Mazères-sur-Salat, après avoir traversé 10 communes.

### Climat
Pour des articles plus généraux, voir Climat de l'Occitanie et Climat de l'Ariège.
En 2010, le climat de la commune est de type climat océanique altéré, selon une étude s'appuyant sur une série de données couvrant la période 1971-2000. En 2020, Météo-France publie une typologie des climats de la France métropolitaine dans laquelle la commune est exposée à un climat de montagne et est dans la région climatique Pyrénées centrales, caractérisée par une pluviométrie annuelle de 1 000 à 1 200 mm.
Pour la période 1971-2000, la température annuelle moyenne est de 11,7 °C, avec une amplitude thermique annuelle de 14,8 °C. Le cumul annuel moyen de précipitations est de 974 mm, avec 9,6 jours de précipitations en janvier et 6,7 jours en juillet. Pour la période 1991-2020, la température moyenne annuelle observée sur la station météorologique la plus proche, située sur la commune de Lorp-Sentaraille à 8 km à vol d'oiseau, est de 12,5 °C et le cumul annuel moyen de précipitations est de 973,2 mm,. Pour l'avenir, les paramètres climatiques de la commune estimés pour 2050 selon différents scénarios d’émission de gaz à effet de serre sont consultables sur un site dédié publié par Météo-France en novembre 2022.

### Milieux naturels et biodiversité

#### Espaces protégés
La protection réglementaire est le mode d’intervention le plus fort pour préserver des espaces naturels remarquables et leur biodiversité associée,.
La commune fait partie du parc naturel régional des Pyrénées ariégeoises, créé en 2009 et d'une superficie de 245 973 ha, qui s'étend sur 138 communes du département. Ce territoire unit les plus hauts sommets aux frontières de l’Andorre et de l’Espagne (la Pique d'Estats, le mont Valier, etc) et les plus hautes vallées des avants-monts, jusqu’aux plissements du Plantaurel.

#### Zones naturelles d'intérêt écologique, faunistique et floristique
L’inventaire des zones naturelles d'intérêt écologique, faunistique et floristique (ZNIEFF) a pour objectif de réaliser une couverture des zones les plus intéressantes sur le plan écologique, essentiellement dans la perspective d’améliorer la connaissance du patrimoine naturel national et de fournir aux différents décideurs un outil d’aide à la prise en compte de l’environnement dans l’aménagement du territoire.
Trois ZNIEFF de type 1 sont recensées sur la commune :
- le « cours du Volp » (204 ha), couvrant 15 communes dont 11 dans l'Ariège et 4 dans la Haute-Garonne[29] ;
- les « quères de Bédeille et grotte de Tourtouse » (811 ha), couvrant 3 communes du département[30],
- les « quères des Petites Pyrénées (partie sud) » (3 539 ha), couvrant 24 communes dont 10 dans l'Ariège et 14 dans la Haute-Garonne[31] ;

et trois ZNIEFF de type 2, : 
- les « coteaux de l'est du Saint-Gironnais » (15 037 ha), couvrant 18 communes du département[32] ;
- les « coteaux de l'ouest du Saint-Gironnais » (7 504 ha), couvrant 17 communes dont 13 dans l'Ariège et 4 dans la Haute-Garonne[33] ;
- les « Petites Pyrénées en rive droite de la Garonne » (12 847 ha), couvrant 20 communes dont 8 dans l'Ariège et 12 dans la Haute-Garonne[34].

Carte des ZNIEFF de type 1 et 2 à Lasserre.
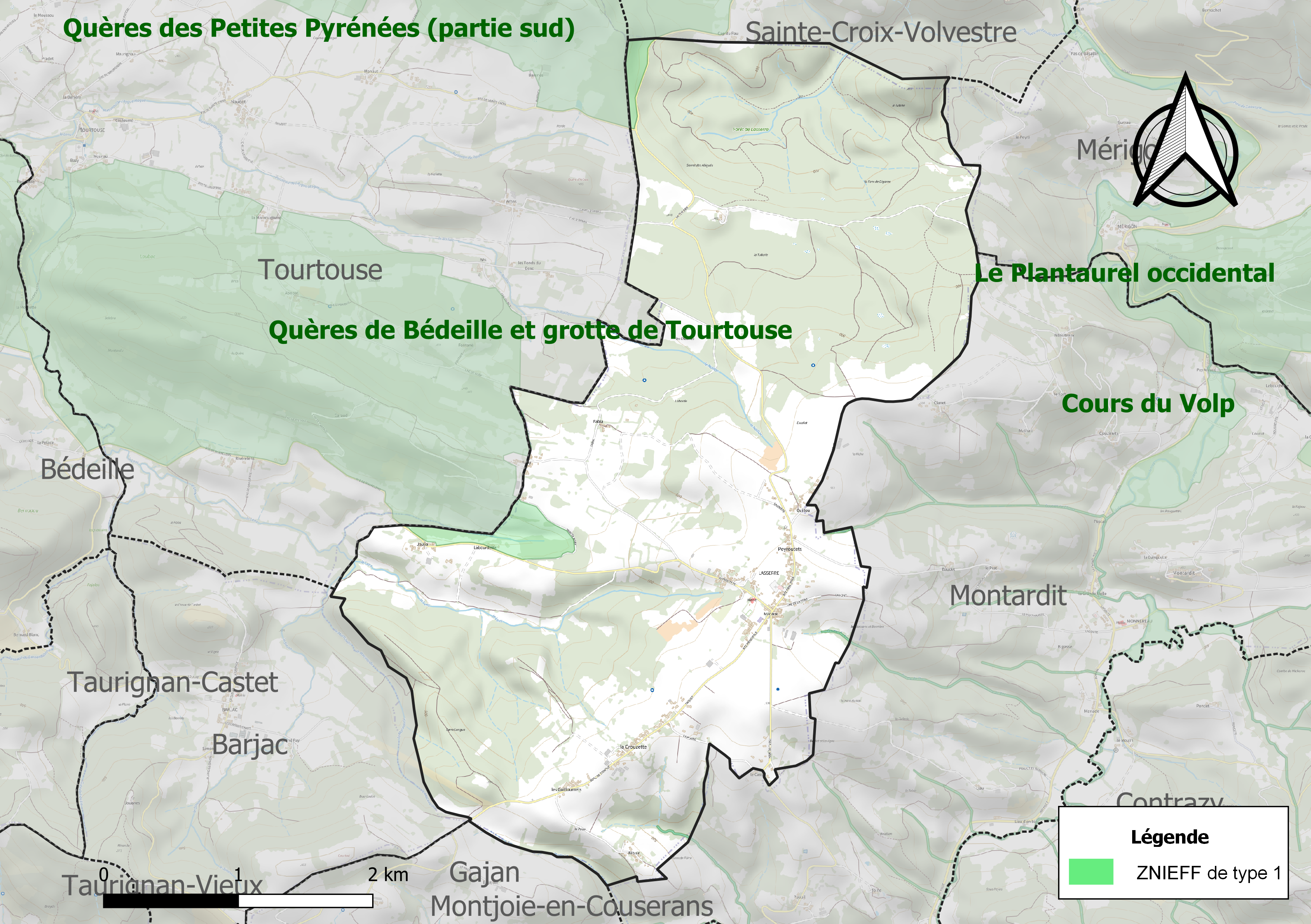
Carte des ZNIEFF de type 1 sur la commune.
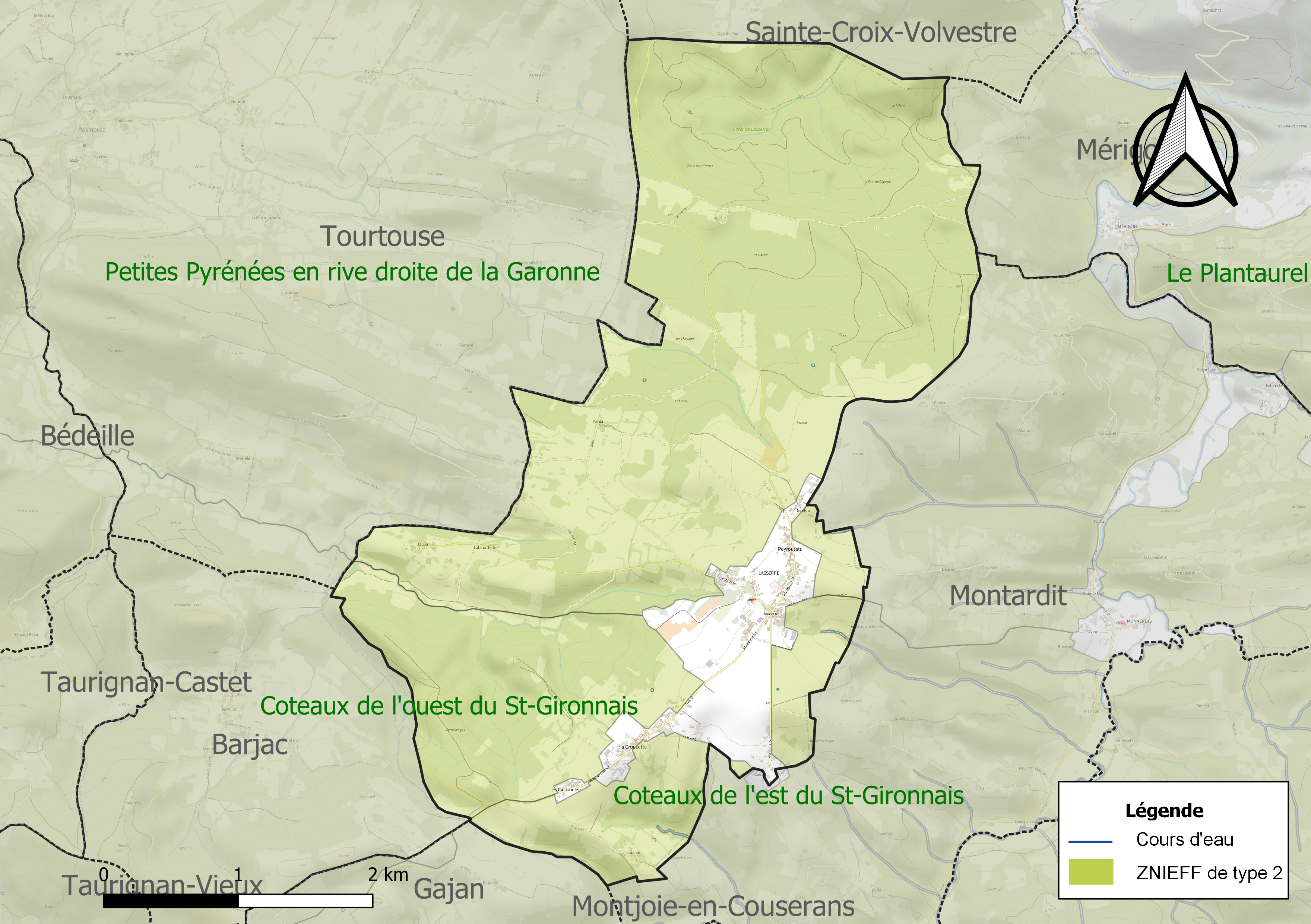
Carte des ZNIEFF de type 2 sur la commune.

## Urbanisme

### Typologie
Au 1er janvier 2024, Lasserre est catégorisée commune rurale à habitat dispersé, selon la nouvelle grille communale de densité à 7 niveaux définie par l'Insee en 2022.
Elle est située hors unité urbaine. Par ailleurs la commune fait partie de l'aire d'attraction de Saint-Girons, dont elle est une commune de la couronne,. Cette aire, qui regroupe 70 communes, est catégorisée dans les aires de moins de 50 000 habitants,.

### Occupation des sols

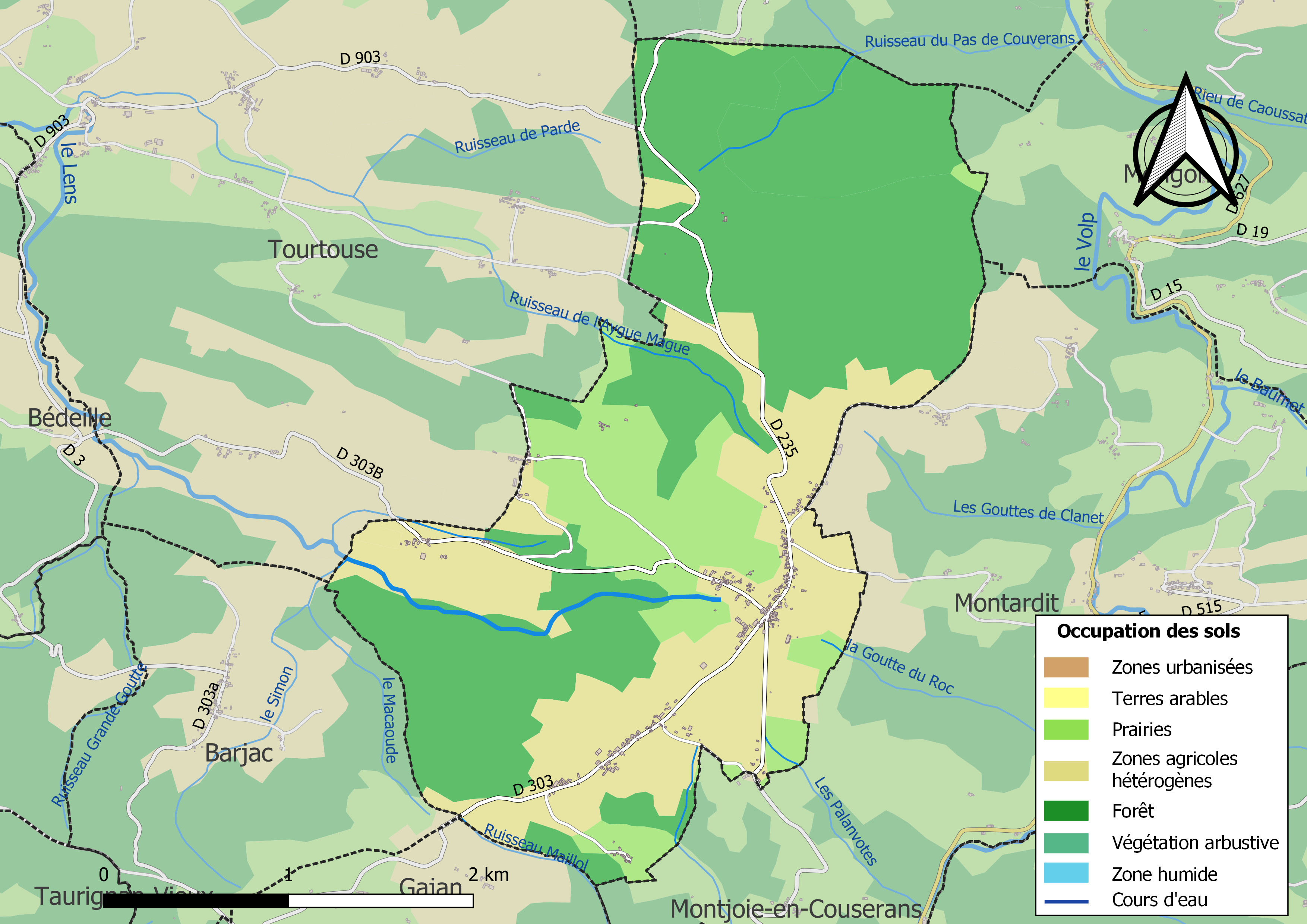
Carte des infrastructures et de l'occupation des sols de la commune en 2018 (CLC).

L'occupation des sols de la commune, telle qu'elle ressort de la base de données européenne d’occupation biophysique des sols Corine Land Cover (CLC), est marquée par l'importance des forêts et milieux semi-naturels (55,2 % en 2018), une proportion identique à celle de 1990 (55,2 %). La répartition détaillée en 2018 est la suivante : 
forêts (55,2 %), zones agricoles hétérogènes (30,5 %), prairies (14,4 %). L'évolution de l’occupation des sols de la commune et de ses infrastructures peut être observée sur les différentes représentations cartographiques du territoire : la carte de Cassini (XVIIIe siècle), la carte d'état-major (1820-1866) et les cartes ou photos aériennes de l'IGN pour la période actuelle (1950 à aujourd'hui).

### Habitat et logement
En 2018, le nombre total de logements dans la commune était de 159, alors qu'il était de 148 en 2013 et de 148 en 2008.
Parmi ces logements, 63,5 % étaient des résidences principales, 28,8 % des résidences secondaires et 7,7 % des logements vacants. Ces logements étaient pour 96,2 % d'entre eux des maisons individuelles et pour 2,5 % des appartements.
Le tableau ci-dessous présente la typologie des logements à Lasserre en 2018 en comparaison avec celle de l'Ariège et de la France entière. Une caractéristique marquante du parc de logements est ainsi une proportion de résidences secondaires et logements occasionnels (28,8 %) supérieure à celle du département (24,6 %) et à celle de la France entière (9,7 %). Concernant le statut d'occupation de ces logements, 81 % des habitants de la commune sont propriétaires de leur logement (78,9 % en 2013), contre 66,3 % pour l'Ariège et 57,5 % pour la France entière.
| Typologie                                               | Lasserre | Ariège | France entière |
| ------------------------------------------------------- | -------- | ------ | -------------- |
| Résidences principales (en %)                           | 63,5     | 65,7   | 82,1           |
| Résidences secondaires et logements occasionnels (en %) | 28,8     | 24,6   | 9,7            |
| Logements vacants (en %)                                | 7,7      | 9,7    | 8,2            |

### Voies de communication et transports
Accès par les routes départementales D 303 D 235 et D 303B.

### Risques majeurs

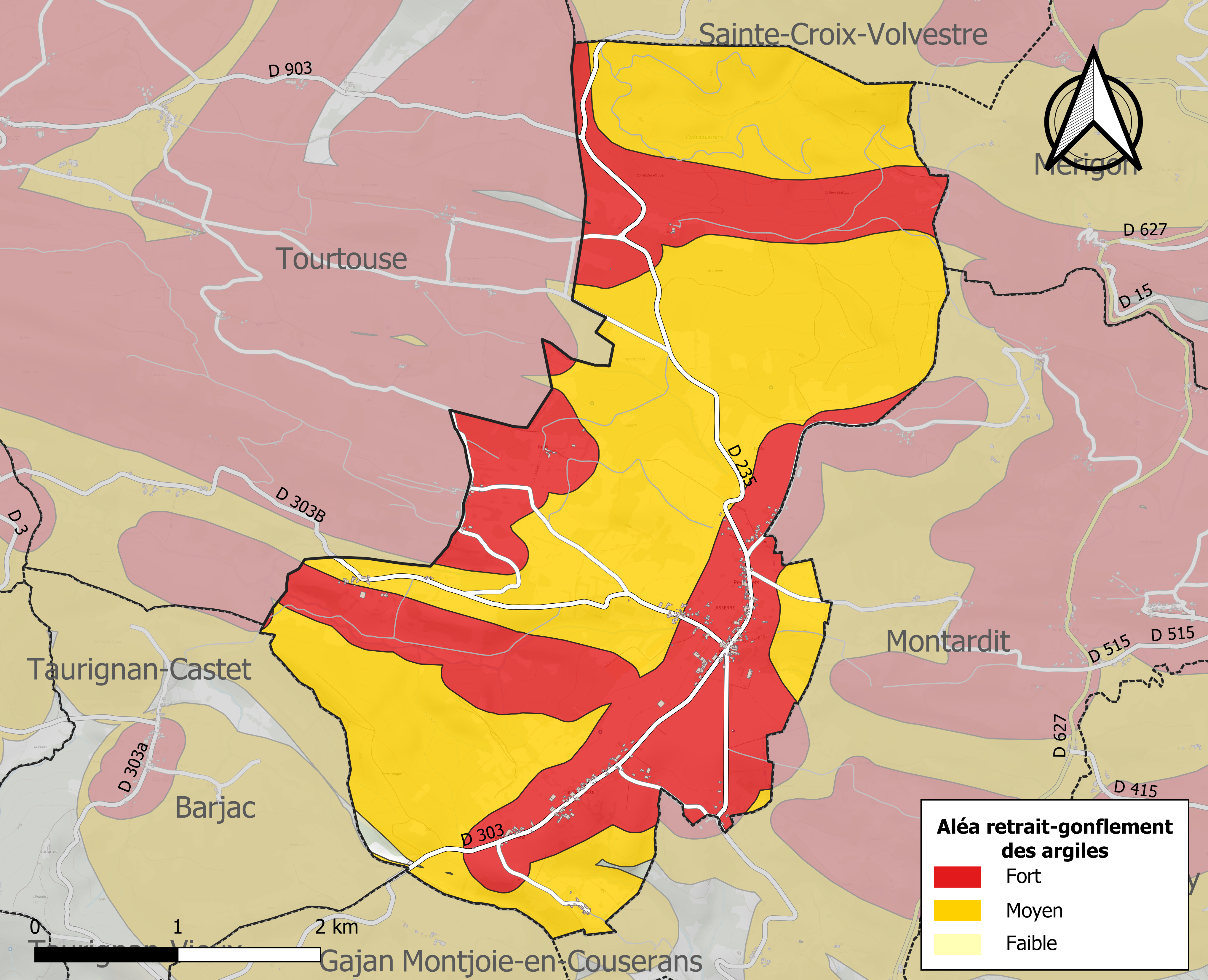
Zonage de l'aléa retrait-gonflement des argiles sur la commune de Lasserre.

Le territoire de la commune de Lasserre est vulnérable à différents aléas naturels : inondations, climatiques (grand froid ou canicule), feux de forêts, mouvements de terrains et séisme (sismicité modérée),.
Certaines parties du territoire communal sont susceptibles d’être affectées par le risque d’inondation par crue torrentielle d'un cours d'eau, ou ruissellement d'un versant.
Les mouvements de terrains susceptibles de se produire sur la commune sont soit des chutes de blocs, soit des glissements de terrains, soit des effondrements liés à des cavités souterraines, soit des mouvements liés au retrait-gonflement des argiles. Près de 50 % de la superficie du département est concernée par l'aléa retrait-gonflement des argiles, dont la commune de Lasserre. L'inventaire national des cavités souterraines permet par ailleurs de localiser celles situées sur la commune.

## Histoire
En longueur sur les crêtes, Lasserre et la Crouzette, comme Barjac, Montardit… semblent être des créations dues à des défrichements concertés, possiblement inspirées du succès de quelques bastides proches. Une importante migration de Poitevins et Saintongeais se serait produite à la fin du XIVe siècle mais sans doute aussi ultérieurement. Le rôle de l’ordre de Fontevrault installé à Sainte-Croix entre 1114 et 1117 pourrait être majeur dans ces créations villageoises et cette migration.
Nécessité de repeupler un territoire dévasté dans les années 1310 par une grande famine et en 1348 par la peste noire, conséquences de la guerre de Saint-Sardos (prélude de la guerre de Cent Ans) sur les prieurés fontevristes de la Guyenne alors anglaise sont sans doute des faits majeurs qui ont contribué à l'existence même de la commune et de quelques autres proches dans le Volvestre.
La commune a été créée le 27 février 1888 à la suite du fractionnement de Tourtouse-et-Lasserre et avec l'apport d'une partie de Montardit.
Le mathématicien Alexandre Grothendieck, également militant écologiste, habite Lasserre de 1991 à sa mort en 2014, y vivant de manière extrêmement discrète.

## Politique et administration

### Découpage territorial
La commune de Lasserre est membre de la communauté de communes Couserans-Pyrénées, un établissement public de coopération intercommunale (EPCI) à fiscalité propre créé le 18 novembre 2016 dont le siège est à Saint-Lizier. Ce dernier est par ailleurs membre d'autres groupements intercommunaux.
Sur le plan administratif, elle est rattachée à l'arrondissement de Saint-Girons, au département de l'Ariège, en tant que circonscription administrative de l'État, et à la région Occitanie.
Sur le plan électoral, elle dépend du canton des Portes du Couserans pour l'élection des conseillers départementaux, depuis le redécoupage cantonal de 2014 entré en vigueur en 2015, et de la deuxième circonscription de l'Ariège  pour les élections législatives, depuis le redécoupage électoral de 1986.

### Administration municipale
Le nombre d'habitants au recensement de 2017 étant compris entre 100 et 499, le nombre de membres du conseil municipal pour l'élection de 2020 est de onze,.

### Liste des maires
| Période                                  | Période  | Identité             | Étiquette | Qualité |
| ---------------------------------------- | -------- | -------------------- | --------- | --- |
| mars 1968                                | 1983     | Emile Le Chenadec    | DVD       | |
| mars 1983                                | 1995     | Daniel Fillola       | PS        | Conseiller régional |
| mars 1995                                | 2001     | Pierre-Louis Brenier | DVD       | |
| mars 2001                                | En cours | Alain Bari           | UMP-LR    | Professeur de faculté Conseiller général (canton de Sainte-Croix-Volvestre) (2004-2015) puis départemental (canton des Portes du Couserans) (2015-2021) |
| Les données manquantes sont à compléter. |          |                      |           | |

## Population et société

### Démographie
L'évolution du nombre d'habitants est connue à travers les recensements de la population effectués dans la commune depuis 1891. Pour les communes de moins de 10 000 habitants, une enquête de recensement portant sur toute la population est réalisée tous les cinq ans, les populations de référence des années intermédiaires étant quant à elles estimées par interpolation ou extrapolation. Pour la commune, le premier recensement exhaustif entrant dans le cadre du nouveau dispositif a été réalisé en 2007.

En 2022, la commune comptait 252 habitants, en évolution de +3,7 % par rapport à 2016 (Ariège : +1,48 %, France hors Mayotte : +2,11 %).
| 1891 | 1896 | 1901 | 1906 | 1911 | 1921 | 1926 | 1931 | 1936 |
| ---- | ---- | ---- | ---- | ---- | ---- | ---- | ---- | ---- |
| 536  | 509  | 513  | 457  | 442  | 391  | 366  | 364  | 348  |

| 1946 | 1954 | 1962 | 1968 | 1975 | 1982 | 1990 | 1999 | 2006 |
| ---- | ---- | ---- | ---- | ---- | ---- | ---- | ---- | ---- |
| 304  | 266  | 240  | 238  | 196  | 173  | 162  | 169  | 183  |

| 2007 | 2012 | 2017 | 2022 | - | - | - | - | - |
| ---- | ---- | ---- | ---- | - | - | - | - | - |
| 185  | 229  | 247  | 252  | - | - | - | - | - |

| selon la population municipale des années : | 1968 | 1975 | 1982 | 1990 | 1999 | 2006 | 2009 | 2013 |
| Rang de la commune dans le département      | 84   | 120  | 137  | 135  | 164  | 146  | 148  | 123  |
| Nombre de communes du département           | 340  | 328  | 330  | 332  | 332  | 332  | 332  | 332  |

### Enseignement

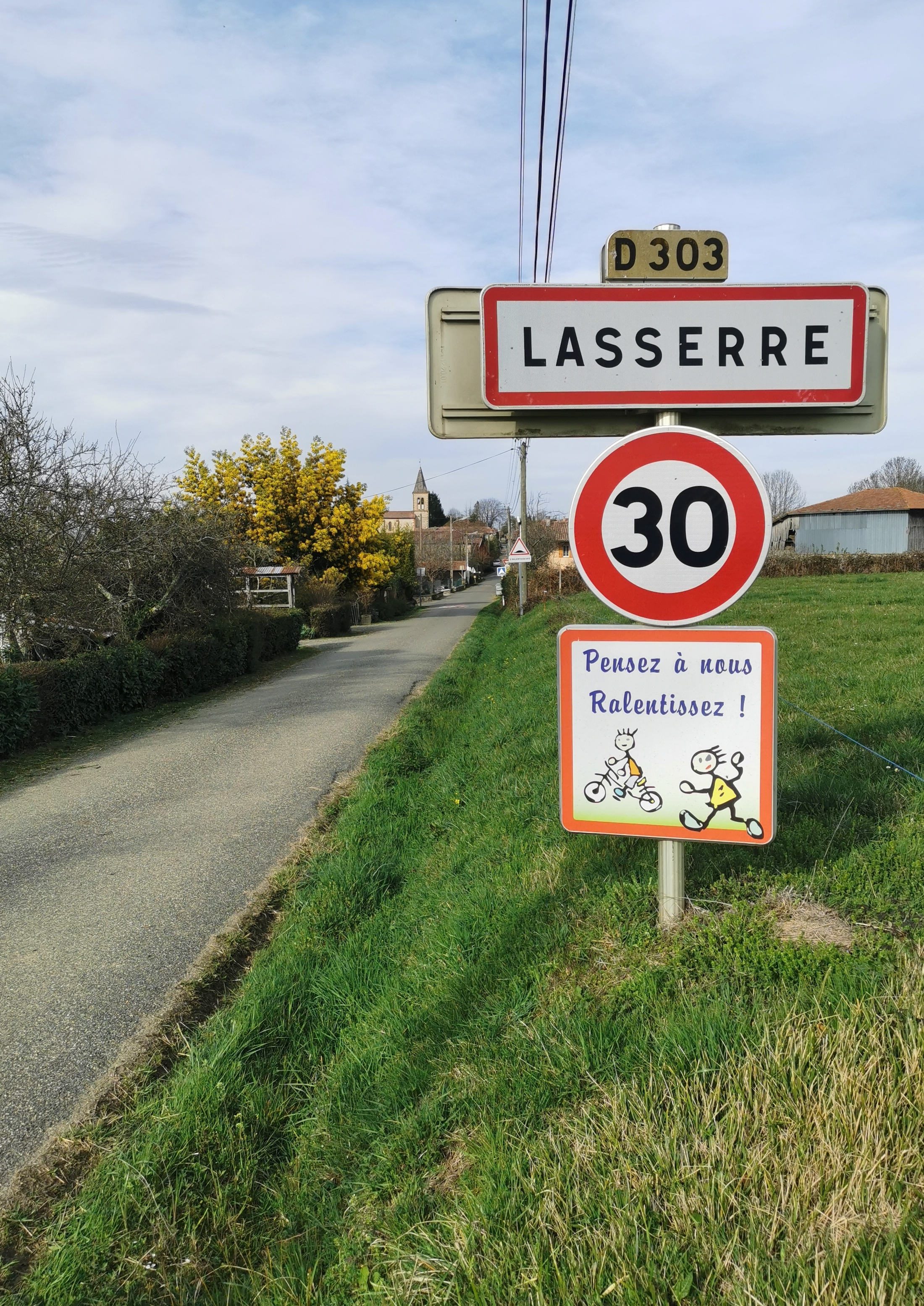
Panneau du village et minosa en mars 2023.

Lasserre dispose d'une école maternelle et primaire publique et fait partie de l'académie de Toulouse.

### Écologie et recyclage
La déchetterie du Volvestre ariégeois se situe à Chaumes sur la commune.

## Économie

### Revenus
En 2018, la commune compte 98 ménages fiscaux, regroupant 228 personnes. La médiane du revenu disponible par unité de consommation est de 18 500 € (19 820 € dans le département).

### Emploi
| Division       | 2008  | 2013   | 2018   |
| -------------- | ----- | ------ | ------ |
| Commune        | 6,6 % | 6,9 %  | 11,3 % |
| Département    | 8,9 % | 11,1 % | 11,2 % |
| France entière | 8,3 % | 10 %   | 10 %   |

En 2018, la population âgée de 15 à 64 ans s'élève à 144 personnes, parmi lesquelles on compte 73,2 % d'actifs (62 % ayant un emploi et 11,3 % de chômeurs) et 26,8 % d'inactifs,. En  2018, le taux de chômage communal (au sens du recensement) des 15-64 ans est supérieur à celui du département et de la France, alors qu'en 2008 la situation était inverse.
La commune fait partie de la couronne de l'aire d'attraction de Saint-Girons, du fait qu'au moins 15 % des actifs travaillent dans le pôle,. Elle compte 39 emplois en 2018, contre 49 en 2013 et 34 en 2008. Le nombre d'actifs ayant un emploi résidant dans la commune est de 91, soit un indicateur de concentration d'emploi de 43 % et un taux d'activité parmi les 15 ans ou plus de 52,5 %.
Sur ces 91 actifs de 15 ans ou plus ayant un emploi, 28 travaillent dans la commune, soit 31 % des habitants. Pour se rendre au travail, 84,4 % des habitants utilisent un véhicule personnel ou de fonction à quatre roues, 1,1 % les transports en commun, 3,3 % s'y rendent en deux-roues, à vélo ou à pied et 11,1 % n'ont pas besoin de transport (travail au domicile).

### Activités hors agriculture
24 établissements sont implantés  à Lasserre au 31 décembre 2019. Le tableau ci-dessous en détaille le nombre par secteur d'activité et compare les ratios avec ceux du département,.
Le secteur de la construction est prépondérant sur la commune puisqu'il représente 33,3 % du nombre total d'établissements de la commune (8 sur les 24 entreprises implantées  à Lasserre), contre 14,2 % au niveau départemental.

### Agriculture
La commune fait partie de la petite région agricole dénommée « Région sous-pyrénéenne ». En 2010, l'orientation technico-économique de l'agriculture  sur la commune est l'élevage de bovins pour la viande.
|                                   | 1988 | 2000 | 2010 |
| --------------------------------- | ---- | ---- | ---- |
| Exploitations                     | 20   | 18   | 15   |
| Superficie agricole utilisée (ha) | 588  | 589  | 648  |

Le nombre d'exploitations agricoles en activité et ayant leur siège dans la commune est passé de 20 lors du recensement agricole de 1988 à 18 en 2000 puis à 15 en 2010, soit une baisse de 25 % en 22 ans. Le même mouvement est observé à l'échelle du département qui a perdu pendant cette période 48 % de ses exploitations. La surface agricole utilisée sur la commune a quant à elle augmenté, passant de 588 ha en 1988 à 648 ha en 2010. Parallèlement la surface agricole utilisée moyenne par exploitation a augmenté, passant de 29 à 43 ha.
De la sève de bouleau biologique est extraite et conditionnée dans un laboratoire sur la commune pour être commercialisée notamment vers des sportifs de haut-niveau,.

## Culture locale et patrimoine

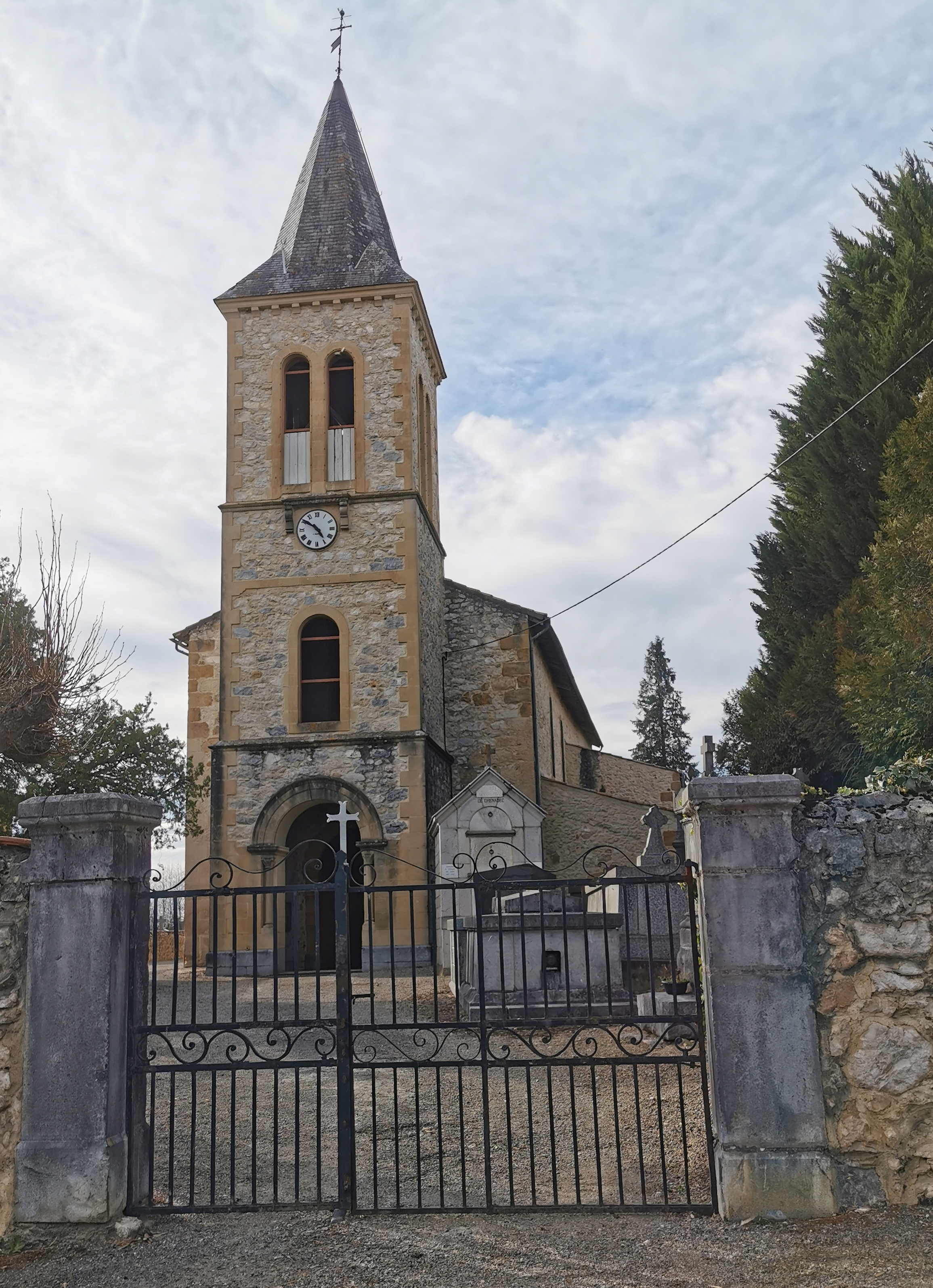
L'église Saint-Martin en mars 2023.

### Lieux et bâtiments
- Église Saint-Martin.
- Stèle en hommage à François Camel érigée en 1986 sur le lieu de la découverte de son corps.

### Personnalités liées à la commune
- François Camel (1893-1941), député de l'Ariège, fut retrouvé mort en bord de route au lieu-dit les Chaumes.
- Alexandre Grothendieck (1928-2014), considéré comme le plus grand mathématicien de tous les temps, y a vécu en quasi-ermite de 1990 à sa mort, y laissant 30 000 pages manuscrites[66].